# Mac Gréine
Na mitologia irlandesa, Mac Gréine dos Tuatha Dé Danann era filho de Cermait, filho de Dagda.
Ele e seus irmãos Mac Cuill e Mac Cecht assassinaram Lug que havia matado Cermait. Os três irmãos tornaram-se conjuntamente Grandes Reis da Irlanda, dividindo rotativamente entre eles a soberania, um ano para cada um, cobrindo um período de vinte e nove ou trinta anos, dependendo da fonte consultada. Foram os últimos reis dos Tuatha Dé Danann antes da chegada dos Milesianos.
O nome de nascimento de Mac Gréine era Céthur. Passou a ser chamado de Mac Gréine em homenagem ao seu deus, Grian, o sol. Mac Gréine, em irlandês significa "Filho do Sol". Sua esposa era Ériu.